# تشارنتساوان
تشارنتساوان (بالإنجليزية: Charentsavan)‏ هي municipality of Armenia تقع في أرمينيا في محافظة كوتايك. يقدر عدد سكانها بـ 25,100 نسمة ومساحتها 5 كم2 وترتفع عن سطح البحر 1,660 متر.

## المناخ
يظهر الجدول التالي التغييرات المناخية على مدار السنة لتشارنتساوان:
| البيانات المناخية لـتشارنتساوان                    | البيانات المناخية لـتشارنتساوان | البيانات المناخية لـتشارنتساوان | البيانات المناخية لـتشارنتساوان | البيانات المناخية لـتشارنتساوان | البيانات المناخية لـتشارنتساوان | البيانات المناخية لـتشارنتساوان | البيانات المناخية لـتشارنتساوان | البيانات المناخية لـتشارنتساوان | البيانات المناخية لـتشارنتساوان | البيانات المناخية لـتشارنتساوان | البيانات المناخية لـتشارنتساوان | البيانات المناخية لـتشارنتساوان | البيانات المناخية لـتشارنتساوان |
| الشهر                                              | يناير                           | فبراير                          | مارس                            | أبريل                           | مايو                            | يونيو                           | يوليو                           | أغسطس                           | سبتمبر                          | أكتوبر                          | نوفمبر                          | ديسمبر                          | المعدل السنوي                   |
| -------------------------------------------------- | ------------------------------- | ------------------------------- | ------------------------------- | ------------------------------- | ------------------------------- | ------------------------------- | ------------------------------- | ------------------------------- | ------------------------------- | ------------------------------- | ------------------------------- | ------------------------------- | ------------------------------- |
| متوسط درجة الحرارة الكبرى °ف (°م)                  | 32 (0)                          | 33 (1)                          | 41 (5)                          | 53 (12)                         | 62 (17)                         | 70 (21)                         | 77 (25)                         | 77 (25)                         | 71 (22)                         | 60 (16)                         | 47 (8)                          | 36 (2)                          | 55 (13)                         |
| متوسط درجة الحرارة الصغرى °ف (°م)                  | 15 (−9)                         | 16 (−9)                         | 24 (−4)                         | 32 (0)                          | 40 (4)                          | 46 (8)                          | 52 (11)                         | 53 (12)                         | 45 (7)                          | 37 (3)                          | 29 (−2)                         | 21 (−6)                         | 34 (1)                          |
| الهطول إنش (مم)                                    | 0.71 (18)                       | 0.91 (23)                       | 1.26 (32)                       | 2.61 (66)                       | 3.27 (83)                       | 2.68 (68)                       | 1.57 (40)                       | 1.30 (33)                       | 1.06 (27)                       | 1.50 (38)                       | 1.14 (29)                       | 0.75 (19)                       | 18.76 (476)                     |
| المصدر: http://en.climate-data.org/location/21593/ |                                 |                                 |                                 |                                 |                                 |                                 |                                 |                                 |                                 |                                 |                                 |                                 |                                 |